# Danh sách phim điện ảnh Hàn Quốc năm 1953
Đây là danh sách phim được sản xuất tại Hàn Quốc vào năm 1953.
| Phát hành   | Tên tiếng Anh        | Tên tiếng Hàn   | Đạo diễn        | Diễn viên | Thể loại                                   | Ghi chú |
| ----------- | -------------------- | --------------- | --------------- | --------- | ------------------------------------------ | ------- |
| 1953        |                      |                 |                 |           |                                            |         |
| 15 tháng 7  | The March            | 진격만리        | Yun Bong-chun   |           | Phim tài liệu                              | [ 1 ]   |
| 15 tháng 11 | The Final Temptation | 최후의 유혹     | Chung Chang-wha |           | Nhạc kịch xưa, hành động                   | [ 2 ]   |
| 15 tháng 12 | The Load of Glory    | 영광의 길       | Yun Bong-chun   |           | Giác ngộ, quân đội                         | [ 3 ]   |
| 20 tháng 12 | The Youth            | 청춘            | Lee Man-heung   |           | Nhạc kịch xưa                              | [ 4 ]   |
| ?           | Light of Hometown    | 고향의 등불     | Jang Hwang-yeon |           | Giác ngộ, chống chủ nghĩa cộng sản         | [ 5 ]   |
| ?           | Rifles and Swords    | 총검은 살아있다 | Jo In-bok       |           | Phim tài liệu                              | [ 6 ]   |
| ?           | The Love Mountains   | 태양의 거리     | Lee Man-heung   |           | Phim truyền hình, chống chủ nghĩa cộng sản | [ 7 ]   |